# La Chaussaire
La Chaussaire – miejscowość i dawna gmina we Francji, w regionie Kraj Loary, w departamencie Maine i Loara. W 2008 roku liczba ludności wynosiła 762 mieszkańców. 
W dniu 15 grudnia 2015 roku z połączenia 11 ówczesnych gmin – La Boissière-sur-Èvre, Chaudron-en-Mauges, La Chaussaire, Le Fief-Sauvin, Le Fuilet, Montrevault, Le Puiset-Doré, Saint-Pierre-Montlimart, Saint-Quentin-en-Mauges, Saint-Rémy-en-Mauges oraz La Salle-et-Chapelle-Aubry – utworzono nową gminę Montrevault-sur-Èvre. Siedzibą gminy została miejscowość Montrevault. 